# Achilleshælen er mit våben
Achilleshælen er mit våben er en dansk familiefilm fra 1979, skrevet og instrueret af Jytte Rex.

## Handling
Filmen handler om skurken Clemens (Clemens Hildebrandt) der flygter fra fængslet. Det første han gør er at opsøge sin kone Maria (Helle Ryslinge), som han drømmer om at rejse bort sammen med. Men Maria vil ikke med, og til sidst rejser Clemens på sin vens pas.

## Medvirkende
- Clemens Hildebrandt
- Helle Ryslinge
- Eileen Hansen
- Julia McLean
- Lise Vesterskov
- Søren Danielsen
- Leif Barney Fick
- Anja Philip
- Elli Rex
- Ny Lotz
- Jens Højbjerg
- Ruth Pedersen
- Niels Levin
- Jon Bang Carlsen